# Komisař
Komisař (z lat. commissus, pověřený) je obvykle vyšší úředník, pověřený určitým úkolem nebo činností. V oblasti svého pověření působí poměrně samostatně, má široké kompetence a působí často v rámci komisí - výborů.

## Člen vlády

### Lidový komisař
V rané historii sovětského Ruska a později SSSR, v letech 1917–1946 byl lidový komisař (Narodnyj komisar) členem Rady lidových komisařů, tj. vlády, a vykonával funkci ministra. Jeho úřad se nazýval lidový komisariát namísto „buržoazního“ označení ministr/ministerstvo. Funkci a označení těchto komisařů zavedl 2. sjezd sovětů 8. listopadu 1917 na návrh L. D. Trockého, v roce 1946 je Josif Vissarionovič Stalin přejmenoval opět na ministerstva.

### Evropský komisař
Podobně i „evropská vláda“, tj. Evropská komise se skládá z (evropských) komisařů, dále existují vysocí komisaři OSN například pro uprchlíky.

### Říšský komisař
Během druhé světové války některá Německem okupovaná území byla civilně řízená okupovaná území, a těm se říkalo Říšský komisariát. V jejím čele byl Říšský komisař přímo podřízený Adolfu Hitlerovi

## Policejní hodnost
V rámci činnosti kriminální policie se v některých zemích může jednat i o policejní hodnost nebo funkci. Tento pojem pak převzala řada literárních i audivizuálních děl - kupříkladu pouze ve Francii komisař Moulin, komisař Maigret, komisař Navarro.